# Rafael Calero
Rafael Calero (* 20. Dezember 1976 in Andorra) ist ein ehemaliger andorranischer Fußballspieler auf der Position des Mittelfelds. Er war zuletzt bei FC Encamp und in der andorranischen Fußballnationalmannschaft aktiv.

## Karriere

### Verein
Seine Vereinskarriere begann Calero in seiner andorranischen Heimat, wo er ab dem Jahr 1996 im Kader des Hauptstadtvereins FC Santa Coloma stand. Ob er dem Verein bereits davor angehörte, ist aus den Quellen ebenso nicht ersichtlich wie genaue Daten über die Anzahl seiner Einsätze. Mit der Mannschaft belegte er in der Saison 1996/97 den vierten Platz in der andorranischen Meisterschaft. Am Ende der Saison verließ er den Verein und schloss sich den Ligakonkurrenten FC Encamp an. Einen Titel konnte er bis 1998 aber auch hier nicht gewinnen. Über den weiteren Verlauf seiner Vereinskarriere bis zum Jahr 2003, findet sich in den Quellen keine Informationen. Ab der Saison 2003/04 stand er erneut im Kader des FC Santa Coloma, wo er an der Seite von Jesús Lucendo, Daniel Ferrón und Stürmer Joan Toscano, die andorranische Meisterschaft gewann. Auch im Finale des Landespokal, gegen die Mannschaft von UE Sant Julià, gewann die Auswahl knapp mit 1:0 und somit das Double. Im Finale des Supercups hingegen unterlag er mit der Mannschaft, gegen selbigen Gegner, mit 1:2. 2005 kehrte er zum FC Encamp in die zweitklassige Segona Divisió zurück, wo ihn mit der Mannschaft in seiner Debütsaison den Wiederaufstieg gelang. Mit den Verein konnte Calero, bis zum Ende seiner aktiven Karriere im Jahr 2016, keine weiteren Vereinstitel mehr gewinnen.

### Nationalmannschaft
Sein Debüt für die andorranische Fußballnationalmannschaft gab Calero am 22. Juni 1997, im Freundschaftsspiel unter Trainer Manoel Miluir, gegen die Auswahl von Estland (4:1). Auch im Freundschaftsspiel gegen die Mannschaft aus Lettland (4:1) kam er, an der Seite von Ildefons Lima, Agusti Pol und Stürmer Juli Sánchez, zum Einsatz. Seinen letzten Einsatz im Trikot der La Tricolor absolvierte Calero am 24. Juni 1998, im Freundschaftsspiel unter Trainer Manoel Miluir, gegen die Mannschaft des Staates Aserbaidschan (0:0). Insgesamt bestritt er 4 Länderspiele, ein Tor gelang ihm dabei jedoch nicht.

### Erfolge
- Andorranischer Meister (1): 2004
- Andorranischer Pokalsieger (1): 2004